# 二元搜尋樹

一棵二叉搜索树，其节点数为9，高度为3，根节点为8

二叉搜索树（英語：binary search tree，简称BST）是一种有根二叉树数据结构。它要求每个内部节点的键值都大于其左子树中所有节点的键值，且都小于其右子树中所有节点的键值。该树各项操作时间复杂度均与树的高度成线性关系。
二叉搜索树每次比较都能排除大约一半的剩余节点，故能以对数时间查找、插入、删除数据。但其性能依赖于节点的插入顺序，插入随机键值时仍能维持对数级别，但在最坏情况下会退化成链表。为保证效率，研究者发明了多种平衡树，能将最坏查找复杂度维持在{\displaystyle O(\log n)}。
二叉搜索树最早由多位研究者独立提出，1960年被用来解决带标签数据的存储问题。其还可用来实现树排序及优先队列。

## 历史
二叉搜索树最早由多位研究者独立提出，包括P.F.温德利、安德鲁·唐纳德·布思、安德鲁·科林、托马斯·N·希巴德。这种数据结构常被归功于康威·柏纳-李及大卫·惠勒，他们在1960年将之用于磁带上带标签数据的存储。希巴德实现二叉搜索树的方法也是最早广为流传的一种。
若按任意顺序插入节点，树的高度可能接近节点数，导致操作效率急剧下降。研究者们发明了平衡树（即能够自平衡的二叉搜索树），将树的高度限制在{\displaystyle O(\log n)}以内。:458–459同时，相关人员也提出了多种高度平衡的二叉搜索树结构，例如AVL树、树堆、红黑树等。其中，AVL树是首类平衡树，由格奥尔吉·阿杰尔松-韦利斯基及叶夫根尼·兰迪斯于1962年发明，用于高效组织信息。

## 性质
二叉搜索树为有根的二叉树，其节点顺序为严格全序关系，每个节点都满足：左子树上所有节点的键值都小于该节点，右子树上所有节点的键值都大于该节点。这一结构保证可以在对数时间内定位任意键值。:298:287:161-162除查找外，其也常用于排序，但性能取决于节点的插入和删除顺序——在最坏情况下，连续操作可能使树退化为类似单链表的结构，这时的查找复杂度与链表相同。:299-302

## 遍历
二叉搜索树的遍历有三种基本方法：前序、中序、后序。:287:162
- 中序遍历：依次遍历左子树、根节点、右子树。遍历结果为键值递增顺序。
- 前序遍历：依次遍历根节点、左子树、右子树。
- 后序遍历：依次遍历左子树、右子树、根节点。

以下是递归实现的遍历伪代码：:287–289:162
| Inorder-Tree-Walk(x) if x ≠ NIL then Inorder-Tree-Walk(x.left) visit node Inorder-Tree-Walk(x.right) end if | Preorder-Tree-Walk(x) if x ≠ NIL then visit node Preorder-Tree-Walk(x.left) Preorder-Tree-Walk(x.right) end if | Postorder-Tree-Walk(x) if x ≠ NIL then Postorder-Tree-Walk(x.left) Postorder-Tree-Walk(x.right) visit node end if |

## 操作

### 搜索
在二叉搜索树中查找某个特定的键，可以使用递归或迭代方式实现。
查找过程从树的根节点开始：
- 如果根节点为空（{\displaystyle {\text{nil}}}），说明该键不存在。
- 如果根节点的键值与目标键值相等，返回该节点，表示查找成功。
- 如果目标键值小于根节点的键值，则继续在左子树中查找；
- 如果目标键值大于根节点的键值，则继续在右子树中查找。

重复上述步骤，直到找到该键，或者剩余子树为空。若到达空子树仍未找到，说明该键不存在于树中。:290-291:163

#### 递归搜索
以下伪代码展示递归方式实现的查找过程：:290:163
| Recursive-Tree-Search(x, key) if x = NIL or key = x.key then return x if key < x.key then return Recursive-Tree-Search(x.left, key) else return Recursive-Tree-Search(x.right, key) end if |

递归会一直进行，直到遇到{\displaystyle {\text{nil}}}或是找到目标键{\displaystyle {\text{key}}}。

#### 迭代搜索
递归过程也可展开为循环形式，一般情况下循环版本的效率更高。其伪代码如下：:291:163
| Iterative-Tree-Search(x, key) while x ≠ NIL and key ≠ x.key do if key < x.key then x := x.left else x := x.right end if repeat return x |

由于查找可能会一直到叶节点，因此时间复杂度为树的高度{\displaystyle O(h)}（{\displaystyle h}为树的高度）。:290:163在最坏情况下，一棵严重不平衡的二叉搜索树可能退化成单链表，这时复杂度会达到{\displaystyle O(n)}（{\displaystyle n}为树中节点总数）。但对于高度平衡的二叉搜索树而言，复杂度为{\displaystyle O(\log n)}。:458–459:403:255

#### 后继与前驱
在某些场景下，需要查找给定节点的「后继」或「前驱」。后继节点是大于该节点键值的节点中，键值最小的那一个；前驱节点是小于该节点键值的节点中，键值最大的那一个。以下伪代码给出求节点{\displaystyle {\text{x}}}的后继与前驱方法：:292–293:164
| BST-Successor(x) if x.right ≠ NIL then return BST-Minimum(x.right) end if y := x.parent while y ≠ NIL and x = y.right do x := y y := y.parent repeat return y | BST-Predecessor(x) if x.left ≠ NIL then return BST-Maximum(x.left) end if y := x.parent while y ≠ NIL and x = y.left do x := y y := y.parent repeat return y |

寻找树中键值最大或最小的节点，是寻找后继与前驱过程中的重要环节。其伪代码如下：:291–292:163–164
| BST-Maximum(x) while x.right ≠ NIL do x := x.right repeat return x | BST-Minimum(x) while x.left ≠ NIL do x := x.left repeat return x |

#### 选择与排名
若在节点中维护以之为根节点的子树的节点总数，则可实现选择与排名操作。选择操作用于在树中直接定位排名为{\displaystyle k}的节点，即第{\displaystyle k}小的键。:406–407:257–258排名操作则与之相对，给定指定键后，其会返回小于该键的节点数。:408:258–259这两种操作的伪代码如下：:409:258–259
| Select‑By‑Rank(T, k) return Select(T.root, k) Select(x, k) if x = NIL then return NIL end if t := size(x.left) if t > k then return Select(x.left, k) else if t < k then return Select(x.right, k − t − 1) else return x end if |

| Rank-In-Tree(T, key) return Rank(key, T.root) Rank(key, x) if x = NIL then return 0 cmp := compare(key, x.key) if cmp < 0 then return Rank(key, x.left) else if cmp > 0 then return 1 + size(x.left) + Rank(key, x.right) else return size(x.left) end if |

其中size表示子树规模信息，即子树中节点数量。

#### 范围查找
利用中序遍历，可以实现范围查找，即查询两个给定值之间的元素数量。其伪代码如下：:412–413:261–262
| Range-Query(x, lo, hi, list) if x = NIL then return end if if lo < x.key then Range-Query(x.left, lo, hi, list) end if if lo ≤ x.key ≤ hi then list.append(x.key) end if if hi > x.key then Range-Query(x.right, lo, hi, list) end if |

其中list是用来收集结果的列表（也可视作队列）。上述过程将所有符合条件的值加入列表中，并跳过不可能含有目标值的子树。

### 插入
二叉搜索树的数据结构会随插入和删除操作而变化。插入操作须保证二叉搜索树的性质不会遭到破坏，且插入的节点总是作为叶节点加入。:294–295:165–166以下伪代码给出迭代形式的插入过程：:294:165–166
| 1 BST-Insert(T, z) 2 y := NIL 3 x := T.root 4 while x ≠ NIL do 5 y := x 6 if z.key < x.key then 7 x := x.left 8 else 9 x := x.right 10 end if 11 repeat 12 z.parent := y 13 if y = NIL then 14 T.root := z 15 else if z.key < y.key then 16 y.left := z 17 else 18 y.right := z 19 end if |

过程使用变量{\displaystyle {\text{y}}}作为遍历节点{\displaystyle {\text{x}}}的父节点（追踪指针）。初始时如果{\displaystyle {\text{y}}}为{\displaystyle {\text{nil}}}，说明树为空，新节点{\displaystyle {\text{z}}}即作为树的根；否则，需根据节点键值大小关系插入对应位置。:295:166

### 删除

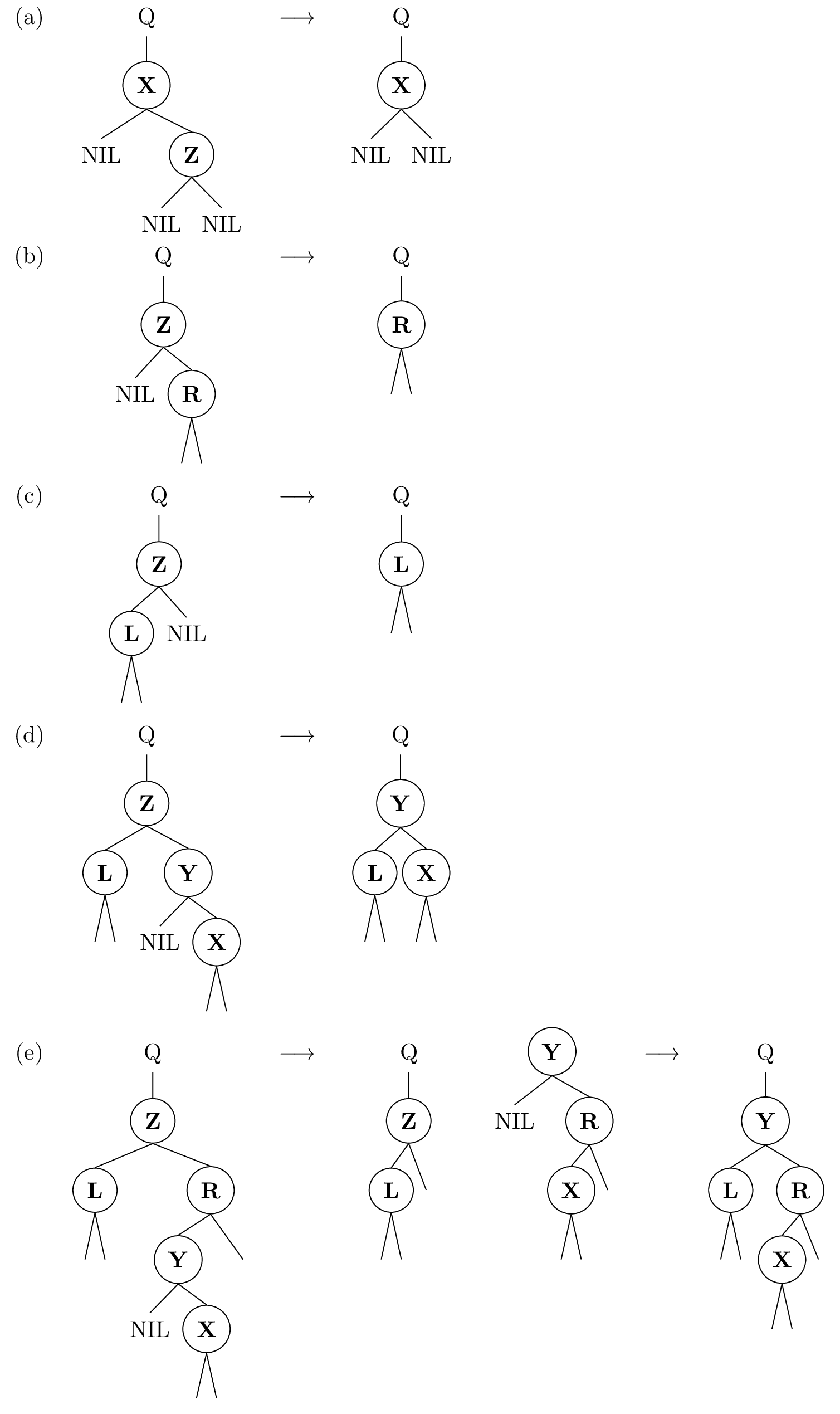
二元搜尋樹刪除節點的過程

从树中删除某个节点{\displaystyle {\text{Z}}}时，需分三种情况处理：:295-297:166-167
1. {\displaystyle {\text{Z}}}是叶节点：直接用空指针替换即可。（如图中(a)）
2. {\displaystyle {\text{Z}}}仅有一个子节点：用{\displaystyle {\text{Z}}}的子节点替换{\displaystyle {\text{Z}}}。（如图中(b)、(c)）
3. {\displaystyle {\text{Z}}}有两个子节点：用{\displaystyle {\text{Z}}}的中序遍历所得到的后继或前驱{\displaystyle {\text{Y}}}代替{\displaystyle {\text{Z}}}。此处以后继为例：
  1. 如果{\displaystyle {\text{Y}}}恰好是{\displaystyle {\text{Z}}}的右子节点：直接用{\displaystyle {\text{Y}}}取代{\displaystyle {\text{Z}}}，{\displaystyle {\text{Y}}}的右子树保持不变。（如图中(d)）
  2. 如果{\displaystyle {\text{Y}}}位于{\displaystyle {\text{Z}}}的右子树内部：先用{\displaystyle {\text{Y}}}的右子节点替换{\displaystyle {\text{Y}}}，再用{\displaystyle {\text{Y}}}替代{\displaystyle {\text{Z}}}。（如图中(e)）

以下伪代码实现删除操作：:296-298:167-168
| 1 BST-Delete(BST, z) 2 if z.left = NIL then 3 Shift-Nodes(BST, z, z.right) 4 else if z.right = NIL then 5 Shift-Nodes(BST, z, z.left) 6 else 7 y := BST-Successor(z) 8 if y.parent ≠ z then 9 Shift-Nodes(BST, y, y.right) 10 y.right := z.right 11 y.right.parent := y 12 end if 13 Shift-Nodes(BST, z, y) 14 y.left := z.left 15 y.left.parent := y 16 end if |
| 1 Shift-Nodes(BST, u, v) 2 if u.parent = NIL then 3 BST.root := v 4 else if u = u.parent.left then 5 u.parent.left := v 5 else 6 u.parent.right := v 7 end if 8 if v ≠ NIL then 9 v.parent := u.parent 10 end if |

{\displaystyle {\text{BST-Delete}}}过程根据上述3种情况处理节点删除：第1种情况（叶节点）对应第2—3行；第2种情况（单个子节点）对应第4—5行；第3种情况（有两个子节点）对应第6—16行。辅助函数{\displaystyle {\text{Shift-Nodes}}}用于把节点{\displaystyle {\text{u}}}替换成{\displaystyle {\text{v}}}。:296-298:167-168
若在第3种情况中，仅选用后继或前驱节点中的一种，则并未考虑到树的对称性，可能会导致性能问题。若要避免此问题，可以随机选择使用后继或前驱。:410:260

## 平衡树
普通的二叉搜索树中，若不加以平衡，插入或删除操作可能会导致树退化。若是使用随机键值构建二叉搜索树，那么平均高度仍能维持在对数级别（当节点数{\displaystyle n}足够大时，高度趋近于{\displaystyle 2.99\lg n}）；:413:263但在最坏情况下，高度会达到节点数{\displaystyle n}，查找性能退化至线性搜索的水平。要保持二叉搜索树的高效，关键在于通过「自平衡」机制，使树的高度始终维持在{\displaystyle O(\log n)}级别。:458–459:50:414:263

### 高度平衡树
若一棵树的任意节点，其左右子树高度之比都被某个常数所限制，就称其为高度平衡树。这一思想最早在AVL树中使用，后续的红黑树也沿用了类似机制。:50-51每次执行插入或删除操作后，需要沿着从根到修改节点的路径，检查并修正各节点的高度，以维持平衡。:52

### 加权平衡树
在加权平衡树中，平衡条件不再以高度衡量，而是以子树的叶节点数量为准。叶节点数量即代表权重，左右子树的权重差最多为常数{\displaystyle 1}。:61但单纯依靠差值，难以在插入和删除时用{\displaystyle O(\log n)}的代价维护，因此引入比例因子{\displaystyle \alpha }，要求左右子树的权重各自至少占整棵子树权重的{\displaystyle \alpha }比例，由此形成{\displaystyle \alpha }-权重平衡树族。:62

### 其他类型
常见的自平衡二叉搜索树包括：T树、树堆、红黑树:273:174、B树、2-3树:483、伸展树。

## 应用

### 排序
二叉搜索树可用于树排序：先将所有元素插入二叉搜索树中，然后对树做中序遍历，即可得到有序序列。在快速排序的某些实现中，也可借助二叉搜索树来提高性能。

### 优先队列
二叉搜索树也可用来实现优先队列，借助节点的键值来表示优先级。插入操作与普通的二叉搜索树相同，但删除操作取决于优先队列的类型：
- 升序优先队列：移除最低优先级元素时，从根节点向左一路遍历即可找到最小键。
- 降序优先队列：移除最高优先级元素时，从根节点向右一路遍历即可找到最大键。

## 脚注

## 延伸阅读
- 本条目引用的公有领域材料。材料来自NIST的文档：Black, Paul E. . 演算法與資料結構辭典.
- Cormen, Thomas H.; Leiserson, Charles E.; Rivest, Ronald L.; Stein, Clifford. .  2nd. MIT Press. 2001: 253–272, 356–363. ISBN 0-262-03293-7 （英语）.
- Jarc, Duane J. . Interactive Data Structure Visualizations. University of Maryland. 2005-12-03  [2006-04-30]. （原始内容存档于2014-02-27） （英语）.
- Knuth, Donald. . . 3: "Sorting and Searching" 3rd. Addison-Wesley. 1997: 426–458. ISBN 0-201-89685-0 （英语）.
- Long, Sean.  (PPT). Data Structures and Algorithms Visualization-A PowerPoint Slides Based Approach. SUNY Oneonta （英语）.
- Parlante, Nick. . CS Education Library. Stanford University. 2001. （原始内容存档于2022-01-30） （英语）.